# Qumran-Hebräisch
Qumran-Hebräisch bezeichnet eine Sprachstufe des Hebräischen, wie sie in den Schriftrollen vom Toten Meer bezeugt ist. Sie stellt sich als natürliche Weiterentwicklung des Späten Bibelhebräisch dar. Von der masoretischen Überlieferung des Hebräischen weicht sie an zahlreichen Stellen ab. Zahlreiche dieser Besonderheiten teilt das Qumran-Hebräische mit dem Samaritanischen Hebräisch und mit der babylonischen Tradition.

## Orthographie
Eine bedeutsame Abweichung der Orthographie in den Schriftrollen gegenüber der masoretischen Tradition betrifft den Gebrauch von Vokalbuchstaben. So steht ו (waw) für sämtliche Arten von u- bzw. o-Vokalen. Selbst das kurze protosemitische u ist offenbar erhalten. An einigen Stellen findet sich waw auch für tiberiensisches Schwa. Worte, die dessen ungeachtet immer eine defektive Schreibung aufweisen, unterliegen offenbar einem anderen Wortbildungsmuster: So steht z. B. טמאה in Qumran also nicht wie im masoretischen Text für ṭum'a, sondern wie in der babylonischen Tradition des mischnischen Hebräisch für ṭim'a.
Dagegen ist der Gebrauch von י (jod) im Wesentlichen auf langes i beschränkt. Gelegentlich wird damit sere oder segol wiedergegeben, in Ausnahmefällen auch ein kurzes i. Bei den Worten, die auf III-jod-Wurzeln zurückgehen, kann statt des masoretischen ה (he) gelegentlich jod stehen, meist betrifft dies jedoch nur den status constructus.
He steht in den Qumran-Handschriften als Vokalbuchstabe für auslautendes a oder e. Zusätzlich zum Gebrauch im masoretischen Hebräisch wird damit aber auch der Auslautvokal (langes a) bei Verben und Pronominalsuffixen (v. a. der 2. Person Singular maskulin bezeichnet). Selten findet sich he als Vokalbuchstabe für historisches א (aleph). Der Gebrauch als Anzeiger für o ist weitgehend identisch mit dem biblischen Gebrauch und betrifft v. a. die biblischen Handschriften bzw. die Worte פ(ו)ה und כ(ו)ה.
Aleph wird weiterhin als Vokalbuchstabe benutzt, jedoch setzen sich zunehmen phonetische Schreibungen gegen historische durch (z. B. רוש statt ראש), aber auch Mischformen treten auf (רואש). Diese ist besonders häufig לוא (biblisch לא). Dabei ist es umstritten, ob es sich dabei tatsächlich um eine phonetische Schreibung handelt oder eher um den Versuch, eine aramaisierende Aussprache zu verhindern. Umgekehrt wird in dem kurzen Wort כיא (biblisch כי) aleph hinzugefügt. Im Auslaut taucht gelegentlich aleph anstelle von he auf (z. B.  für ). Hierbeit handelt es sich vermutlich um die übliche palästinische Schreibung der Zeit – wohl vom Aramäischen beeinflusst (z. B. היא für היה).
Eine Besonderheit ist die Schreibung der Relativpartikel -ש: In der Kupferrolle (3Q15) wird sie mit zusätzlichem jod geschrieben, in 4QMMT – sowohl proklitisch als auch separat mit aleph. Solche Schreibungen existieren auch in späterer Zeit, bereits in späten biblischen Texten finden sich eventuell Schreibungen mit he (z. B. Klgl 5,18).
Das (historische) Phonem [ś] wird gelegentlich nicht durch שׂ (sin), sondern durch ס (samech) wiedergegeben, häufiger v. a. in der Kupferrolle und in 4QMMT, was darauf hindeutet, dass es bereits als [s] realisiert wurde.

## Phonologie
Die Phonologie lässt sich aus den Schriftrollen naturgemäß nur unzureichend erheben. Vorwiegend dienen dazu Abweichungen von der zu erwartenden Standardorthographie. Auch dabei bleibt jedoch offen, ob es sich lediglich um orthographische Varianten oder um Schreibirrtümer handelt. Lediglich einige wenige Phänomene zeigen sich häufiger.
Deutlich ist eine Schwächung der Gutturale, insbesondere des aleph. Es fällt beispielsweise nach masoretischem schwa aus (מודה für מאודה). Ähnliches lässt sich beim Aufeinandertreffen zweier Gutturale beobachten (אשמעל für ישמעאל). Von einer Schwächung ist ebenso das ר (resch) betroffen, vor allem im Auslaut in Nähe von Gutturalen.
Die Sibilanten zeigen eine zurückgehende Ausdifferenzierung. So fallen sin und samech zusammen. Eventuell ist sogar davon auszugehen, dass unter dem Einfluss des Griechischen und zeitgenössischen Punischen nur noch ein einziger Sibilant übrigbleibt, wobei dessen Realisierung als [s] oder [ʃ] ungeklärt ist.
In einzelnen Fällen zeigt sich Verwechslung von ג (gimel) und כ (kaph).
Die Nasale מ (mem) und נ (nun) sind häufig austauschbar, insbesondere in finaler Position. Zudem zeigt vor allem das nun die Tendenz, am Wortende auszufallen oder hinzugefügt zu werden. Möglicherweise ist damit die Verwandlung in einen Nasalvokal angezeigt. Andererseits wird nun bei מן (min) insgesamt seltener an das folgende Wort assimiliert. Eine Ausnahme ist 4QMMT, wo die Assimilation sogar vor Artikel auftritt, was im biblischen Hebräisch der seltenere Fall ist.
Die auslautenden absteigenden Diphthonge -aw und -uj werden häufig monophthongiert und zu langem o (oder u) kontrahiert (z. B. ראו für ראוי). Es kommt aber auch die gegenläufige Erscheinung vor, dass der Diphthong in zwei Vokale mit einem dazwischenliegenden Gleitlaut aufgebrochen wird. Letzterer wird durch aleph in der Schrift wiedergegeben (vgl. ראואי für ראוי).
Eine Besonderheit des Qumran-Hebräischen ist offenbar, dass protosemitisches kurzes u, was in anderen Aussprachetraditionen des Hebräischen in der Regel zu schwa verkürzt wurde, noch erhalten ist. Auffällig ist das v. a. bei Verben mit Suffixen, in denen das o in der mit Sicherheit unbetonten Silbe nach dem 2. Radikal lag, wie zum Beispiel in יקטולני.
Ebenfalls eine Besonderheit ist die Schreibung der Segolata des quṭl-Typs. Während im status absolutus nur in der ersten Silbe ein waw als mater lectionis erscheint, kann es im status constructus in der ersten, der zweiten oder in beiden Silben auftreten. Entweder verweist dies auf je nach status unterschiedliche Hilfsvokale in der zweiten Silbe oder aber eine Bildung analog zum Aramäischen mit Betonung auf der zweiten Silbe, also etwa qoṭol. Eine solche Form entspräche auch der Umschrift des Hebräischen in der 2. Spalte von Origenes’ Hexapla.
Ein prosthetisches (vorangestelltes) aleph zur Auflösung von Doppelkonsonanz am Wortanfang findet sich gelegentlich im Schriftbild. Wie die Form שאול zeigt, die einmal אשאול, niemals jedoch שול geschrieben wird, was bei schwachem aleph nach schwa zu erwarten wäre, ist anzunehmen, dass in der Aussprache dennoch häufiger ein prosthetisches aleph anzunehmen ist.
Die Frage der Betonung ist komplett unsicher.
Insgesamt zeigt sich eine Nähe zur samaritanischen Aussprachetradition.